# Gentofte (općina)
Gentofte je općina u danskoj regiji Hovedstaden.

## Zemljopis
Općina se nalazi u sjeveroistočnom dijelu otoka Zelanda, prositire se na 25,54 km2.

## Stanovništvo
Prema podacima o broju stanovnika iz 2009. godine općina je imala 69.794 stanovnika, dok je prosječna gustoća naseljenosti 2.732,73 stan/km2. Središte općine je grad Charlottenlund.

## Vanjske poveznice
- Službena stranica općine